# Vestalis
Vestalis é um gênero de libélula pertencente à família Arctiidae.